# Клуб Сьєрра
Клуб «Сьєрра» (англ. Sierra Club) — американська природоохоронна організація, заснована 28 травня 1892 року в Сан-Франциско, Каліфорнія, відомим натуралістом і захісником природи Джоном М'юром (був її першим президентом).
Клуб «Сьєрра» має понад 500 000 членів у відділення по всій території США та споріднений з Канадським Клубом «Сьєрра».
Наявність у клубі інформаторів, юристів, журналістів, дає змогу дізнаватися про будь-які порушення, публікувати про них, а при необхідності виступати ініціатором судового розгляду. Організація проводить екологічні освітні заходи, для дітей існують дитячі екологічні табори, займається видання наукової та популярної, дитячої літератури, широко розповсюджує журнал «Sierra».
Клуб розробляє документи з питань захисту природи, якими керується у своїй діяльності. Найважливіші:
- Управління незайманою природою (1977).
- Плата за рекреаційне використання громадських земель (1986).
- Випас на державних землях (1992).
- Екотуризм (1993).